# Do-Hyun Kim
 (février 2021).
La mise en forme du texte ne suit pas les recommandations de Wikipédia : il faut le « wikifier ».
Les points d'amélioration suivants sont les cas les plus fréquents. Le détail des points à revoir est peut-être précisé sur la page de discussion.
- Les titres sont pré-formatés par le logiciel. Ils ne sont ni en capitales, ni en gras.
- Le texte ne doit pas être écrit en capitales (les noms de famille non plus), ni en gras, ni en italique, ni en « petit »…
- Le gras n'est utilisé que pour surligner le titre de l'article dans l'introduction, une seule fois.
- L'italique est rarement utilisé : mots en langue étrangère, titres d'œuvres, noms de bateaux, etc.
- Les citations ne sont pas en italique mais en corps de texte normal. Elles sont entourées par des guillemets français : « et ».
- Les listes à puces sont à éviter, des paragraphes rédigés étant largement préférés. Les tableaux sont à réserver à la présentation de données structurées (résultats, etc.).
- Les appels de note de bas de page (petits chiffres en exposant, introduits par l'outil «  Source ») sont à placer entre la fin de phrase et le point final[comme ça].
- Les liens internes (vers d'autres articles de Wikipédia) sont à choisir avec parcimonie. Créez des liens vers des articles approfondissant le sujet. Les termes génériques sans rapport avec le sujet sont à éviter, ainsi que les répétitions de liens vers un même terme.
- Les liens externes sont à placer uniquement dans une section « Liens externes », à la fin de l'article. Ces liens sont à choisir avec parcimonie suivant les règles définies. Si un lien sert de source à l'article, son insertion dans le texte est à faire par les notes de bas de page.
- La présentation des références doit suivre les conventions bibliographiques. Il est recommandé d'utiliser les modèles {{Ouvrage}}, {{Chapitre}}, {{Article}}, {{Lien web}} et/ou {{Bibliographie}}. Le mode d'édition visuel peut mettre en forme automatiquement les références.
- Insérer une infobox (cadre d'informations à droite) n'est pas obligatoire pour parachever la mise en page.

Pour une aide détaillée, merci de consulter Aide:Wikification.
Si vous pensez que ces points ont été résolus, vous pouvez retirer ce bandeau et améliorer la mise en forme d'un autre article.
Do-Hyun Kim est un pianiste sud-coréen né le 3 octobre 1994 à Séoul ayant d'abord attiré l'attention internationale à la suite de sa victoire aux Auditions internationales des jeunes concertistes en 2017.

## Biographie

### Jeunesse et éducation
Kim commence à apprendre le piano à 6 ans. Pendant son enfance, il écoute beaucoup de musique, et essaye d'imiter au piano la musique classique qu'il entend. Ses compositeurs et concertistes préférés incluent Sergueï Rachmaninov, Vladimir Horowitz, Mikhaïl Pletnev, Glenn Gould, Daniil Trifonov et son professeur Sergei Babayan. C'est à 14 ans qu'il décide de faire du piano son métier. Ses professeurs en Corée du Sud sont Hae-Sun Paik, Jeong-Eun Byun, et Hee-Sung Joo. Il étudie 3 ans à la Lycée d'Arts de Séoul, pendant lesquels il peut développer à la fois ses talents de pianistes et maintenir un haut niveau académique. Il déménage ensuite aux États-Unis pour poursuivre un Bachelor à l'Institut de musique de Cleveland (en) sous la tutelle de Sergei Babayan et de Hae-Sun Paik à nouveau. En automne 2017, il est accepté à la Juilliard School pour un Master en performance, encore sous la tutelle de Sergei Babayan. Il retourne en 2019 à la Cleveland Institute of Music pour un Artist Diploma.
“Do-Hyun Kim est un pianiste de haute volée au talent extraordinaire. Il a tout ce qui fait qu'un grand artiste se démarque dans la foule : un cœur passionné et noble, une chaleur authentique, un tempérament explosif, la plus haute sensibilité, une intégrité solide, un goût raffiné, une intelligence aiguë, une noble modestie et une profondeur extraordinaire." – Sergei Babayan

## Récompenses et distinctions

### Compétitions
- Premier prix aux Auditions internationales des jeunes concertistes en 2017[5]
- Premier prix au Concours international de piano Frédéric Chopin de Corée du Sud[3]
- Premier prix à la Kukmin Daily Piano Competition[5]
- Second prix ex-æquo à la Compétition de piano Vendôme en Suisse (le premier prix n'est alors pas décerné)[6]
- Do-Hyun Kim est l'un des gagnants de la Cleveland Institute of Music's Concerto Competition en automne 2013, ce qui lui donne l'opportunité de jouer avec l'orchestre de l'Institut[3]
- Prix de la meilleure performance aux semi-finales du Concours international Tchaïkovski de 2019[5]

### Récompenses
- Paul A. Fish Memorial Prize
- John Browning Memorial Prize
- Ronald Asherson Prize of YCA
- Michaels Award of Young Concert Artists[1]